# Самушин
Саму́шин — село в Україні, у Вікнянській сільській громаді Чернівецького району Чернівецької області.

## Символіка
Герб. У синьому полі золоте вістря в якому на чорному камені сидить козак з кобзою за плечима, шаблею та люлькою. Обабіч на синіх полях золоте гроно винограду та риба. У синій основі срібний якір, поверх синього поля основи  - горизонтальна балка у вигляді хвилі. Щит розміщений у золотому картуші увінчаний короною золотих колосків. Автор - Володимир Турецький.

## Населення
Згідно з переписом УРСР 1989 року чисельність наявного населення села становила 442 особи, з яких 196 чоловіків та 246 жінок.
За переписом населення України 2001 року в селі мешкали 382 особи.

### Мова
Розподіл населення за рідною мовою за даними перепису 2001 року:
| Мова       | Відсоток |
| ---------- | -------- |
| українська | 98,43 %  |
| російська  | 1,05 %   |
| болгарська | 0,26 %   |
| румунська  | 0,26 %   |

## Персоналії

### Народились
- Спринжинат Крисантій Якович — Герой бою під Крутами.

### Загинули
- Гайдей Тодор Іванович — референт СБ і одночасно керівник Заставнівського районного проводу ОУН.